# Pattinaggio di figura ai XXIV Giochi olimpici invernali - Gara a squadre
La gara a squadre di pattinaggio di figura dei XXIV Giochi olimpici invernali si è svolta al Capital Indoor Stadium, a Pechino. Le gare sono state disputate dal 4 al 7 febbraio 2022.

## Risultati

### Programmi corti

#### Uomini
| Pos. | Atleta              | Nazione     | TSS    | TES   | PCS   | SS   | TR   | PE   | CH   | IN   | Ded  | StN | Punti |
| ---- | ------------------- | ----------- | ------ | ----- | ----- | ---- | ---- | ---- | ---- | ---- | ---- | --- | ----- |
| 1    | Nathan Chen         | Stati Uniti | 111.71 | 63.85 | 47.86 | 9.54 | 9.39 | 9.64 | 9.61 | 9.68 | 0.00 | 8   | 10    |
| 2    | Shōma Uno           | Giappone    | 105.46 | 58.89 | 46.57 | 9.43 | 9.07 | 9.39 | 9.32 | 9.36 | 0.00 | 6   | 9     |
| 3    | Mark Kondratjuk     | ROC         | 95.81  | 52.81 | 43.00 | 8.57 | 8.29 | 8.64 | 8.75 | 8.75 | 0.00 | 5   | 8     |
| 4    | Moris Qvitelashvili | Georgia     | 92.37  | 50.63 | 41.74 | 8.39 | 8.21 | 8.43 | 8.39 | 8.32 | 0.00 | 7   | 7     |
| 5    | Daniel Grassl       | Italia      | 88.10  | 47.18 | 40.92 | 8.18 | 8.00 | 8.21 | 8.32 | 8.21 | 0.00 | 9   | 6     |
| 6    | Jin Boyang          | Cina        | 82.87  | 43.91 | 39.96 | 8.21 | 7.71 | 7.89 | 8.11 | 8.04 | 1.00 | 4   | 5     |
| 7    | Michal Březina      | Rep. Ceca   | 76.77  | 36.63 | 40.14 | 8.21 | 7.75 | 8.00 | 8.11 | 8.07 | 0.00 | 3   | 4     |
| 8    | Roman Sadovsky      | Canada      | 71.06  | 32.27 | 38.79 | 7.79 | 7.64 | 7.61 | 7.86 | 7.89 | 0.00 | 2   | 3     |
| 9    | Paul Fentz          | Germania    | 68.64  | 33.43 | 35.21 | 7.21 | 6.89 | 6.93 | 7.18 | 7.00 | 0.00 | 1   | 2     |

#### Coppie
| Pos. | Atleta                                  | Nazione     | TSS   | TES   | PCS   | SS   | TR   | PE   | CH   | IN   | Ded  | StN | Punti |
| ---- | --------------------------------------- | ----------- | ----- | ----- | ----- | ---- | ---- | ---- | ---- | ---- | ---- | --- | ----- |
| 1    | Sui Wenjing / Han Cong                  | Cina        | 82.83 | 44.97 | 37.86 | 9.36 | 9.25 | 9.64 | 9.54 | 9.54 | 0.00 | 8   | 10    |
| 2    | Anastasija Mišina / Aleksandr Galljamov | ROC         | 82.64 | 45.22 | 37.42 | 9.25 | 9.21 | 9.46 | 9.43 | 9.43 | 0.00 | 9   | 9     |
| 3    | Alexa Scimeca Knierim / Brandon Frazier | Stati Uniti | 75.00 | 41.02 | 33.98 | 8.36 | 8.39 | 8.61 | 8.54 | 8.57 | 0.00 | 4   | 8     |
| 4    | Riku Miura / Ryūichi Kihara             | Giappone    | 74.45 | 39.83 | 34.62 | 8.68 | 8.64 | 8.68 | 8.75 | 8.54 | 0.00 | 5   | 7     |
| 5    | Kirsten Moore-Towers / Michael Marinaro | Canada      | 67.34 | 34.06 | 33.28 | 8.29 | 8.18 | 8.25 | 8.43 | 8.46 | 0.00 | 7   | 6     |
| 6    | Karina Safina / Luka Berulava           | Georgia     | 64.79 | 35.59 | 29.20 | 7.39 | 7.21 | 7.32 | 7.29 | 7.29 | 0.00 | 3   | 5     |
| 7    | Nicole Della Monica / Matteo Guarise    | Italia      | 60.30 | 30.75 | 30.55 | 7.82 | 7.50 | 7.29 | 7.86 | 7.71 | 1.00 | 6   | 4     |
| 8    | Jelizaveta Žuková / Martin Bidař        | Rep. Ceca   | 56.70 | 30.01 | 27.69 | 7.07 | 6.71 | 6.71 | 7.07 | 7.04 | 1.00 | 2   | 3     |
| 9    | Sofiia Holichenko / Artem Darenskyi     | Ucraina     | 53.65 | 28.23 | 25.42 | 6.39 | 6.18 | 6.29 | 6.64 | 6.29 | 0.00 | 1   | 2     |

#### Danza su ghiaccio
| Pos. | Atleta                                | Nazione     | TSS   | TES   | PCS   | SS   | TR   | PE   | CH   | IN   | Ded  | StN | Punti |
| ---- | ------------------------------------- | ----------- | ----- | ----- | ----- | ---- | ---- | ---- | ---- | ---- | ---- | --- | ----- |
| 1    | Madison Hubbell / Zachary Donohue     | Stati Uniti | 86.56 | 48.50 | 38.06 | 9.50 | 9.32 | 9.57 | 9.54 | 9.64 | 0.00 | 7   | 10    |
| 2    | Viktorija Sinicina / Nikita Kacalapov | ROC         | 85.05 | 46.92 | 38.13 | 9.50 | 9.46 | 9.43 | 9.64 | 9.64 | 0.00 | 10  | 9     |
| 3    | Charlène Guignard / Marco Fabbri      | Italia      | 83.83 | 47.12 | 36.71 | 9.14 | 9.04 | 9.29 | 9.21 | 9.21 | 0.00 | 9   | 8     |
| 4    | Piper Gilles / Paul Poirier           | Canada      | 82.72 | 45.47 | 37.25 | 9.25 | 9.11 | 9.43 | 9.39 | 9.39 | 0.00 | 8   | 7     |
| 5    | Wang Shiyue / Liu Xinyu               | Cina        | 74.66 | 41.66 | 33.00 | 8.25 | 8.07 | 8.39 | 8.21 | 8.32 | 0.00 | 6   | 6     |
| 6    | Natálie Taschlerová / Filip Taschler  | Rep. Ceca   | 68.99 | 38.68 | 30.31 | 7.54 | 7.36 | 7.68 | 7.64 | 7.68 | 0.00 | 2   | 5     |
| 7    | Misato Komatsubara / Tim Koleto       | Giappone    | 66.54 | 37.15 | 29.39 | 7.32 | 7.18 | 7.39 | 7.39 | 7.46 | 0.00 | 1   | 4     |
| 8    | Maria Kazakova / Georgy Reviya        | Georgia     | 64.60 | 35.00 | 29.60 | 7.36 | 7.21 | 7.50 | 7.46 | 7.46 | 0.00 | 4   | 3     |
| 9    | Oleksandra Nazarova / Maksym Nikitin  | Ucraina     | 64.08 | 34.16 | 29.92 | 7.50 | 7.36 | 7.54 | 7.43 | 7.57 | 0.00 | 5   | 2     |
| 10   | Katharina Müller / Tim Dieck          | Germania    | 63.21 | 33.53 | 29.69 | 7.36 | 7.25 | 7.46 | 7.54 | 7.50 | 0.00 | 3   | 1     |

#### Donne
| Pos. | Atleta              | Nazione     | TSS   | TES   | PCS   | SS   | TR   | PE   | CH   | IN   | Ded  | StN | Punti |
| ---- | ------------------- | ----------- | ----- | ----- | ----- | ---- | ---- | ---- | ---- | ---- | ---- | --- | ----- |
| 1    | Wakaba Higuchi      | Giappone    | 74.73 | 40.54 | 34.19 | 8.61 | 8.32 | 8.57 | 8.61 | 8.61 | 0.00 | 8   | 9     |
| 2    | Madeline Schizas    | Canada      | 69.60 | 37.56 | 32.04 | 7.86 | 7.79 | 8.25 | 8.04 | 8.11 | 0.00 | 6   | 8     |
| 3    | Anastasija Gubanova | Georgia     | 67.56 | 36.90 | 30.66 | 7.71 | 7.39 | 7.75 | 7.61 | 7.86 | 0.00 | 4   | 7     |
| 4    | Karen Chen          | Stati Uniti | 65.20 | 32.72 | 33.48 | 8.39 | 8.21 | 8.21 | 8.46 | 8.57 | 1.00 | 9   | 6     |
| 5    | Nicole Schott       | Germania    | 62.66 | 32.52 | 30.14 | 7.50 | 7.39 | 7.61 | 7.54 | 7.64 | 0.00 | 7   | 5     |
| 6    | Anastasia Shabotova | Ucraina     | 62.49 | 35.63 | 26.86 | 6.68 | 6.50 | 6.79 | 6.82 | 6.79 | 0.00 | 2   | 4     |
| 7    | Eliška Březinová    | Rep. Ceca   | 61.05 | 33.97 | 27.08 | 6.79 | 6.50 | 7.00 | 6.64 | 6.93 | 0.00 | 3   | 3     |
| 8    | Lara Naki Gutmann   | Italia      | 58.52 | 30.78 | 27.74 | 6.79 | 6.93 | 7.00 | 6.96 | 7.00 | 0.00 | 5   | 2     |
| 9    | Zhu Yi              | Cina        | 47.03 | 22.34 | 25.69 | 6.57 | 6.46 | 6.07 | 6.64 | 6.36 | 1.00 | 1   | 1     |
| 10   | Kamila Valieva      | ROC         |       |       |       |      |      |      |      |      |      | 10  | DSQ   |

I punti ottenuti da Valieva sono stati cancellati dalla classifica in seguito alla squalifica per doping comminata alla pattinatrice dal TAS. In questa gara aveva ottenuto un punteggio totale di 90,18 e le erano stati assegnati 10 punti.

### Programmi liberi

#### Coppie
| Pos. | Atleta                                  | Nazione     | TSS    | TES   | PCS   | SS   | TR   | PE   | CH   | IN   | Ded  | StN | Punti |
| ---- | --------------------------------------- | ----------- | ------ | ----- | ----- | ---- | ---- | ---- | ---- | ---- | ---- | --- | ----- |
| 1    | Anastasija Mišina / Aleksandr Galljamov | ROC         | 145.20 | 74.97 | 72.23 | 9.07 | 9.04 | 8.75 | 9.25 | 9.04 | 2.00 | 4   | 10    |
| 2    | Riku Miura / Ryūichi Kihara             | Giappone    | 139.60 | 70.11 | 69.49 | 8.68 | 8.64 | 8.86 | 8.68 | 8.57 | 0.00 | 2   | 9     |
| 3    | Peng Cheng / Jin Yang                   | Cina        | 131.75 | 63.35 | 68.40 | 8.54 | 8.43 | 8.46 | 8.75 | 8.57 | 0.00 | 5   | 8     |
| 4    | Vanessa James / Eric Radford            | Canada      | 130.07 | 64.46 | 65.61 | 8.11 | 8.04 | 8.32 | 8.25 | 8.29 | 0.00 | 1   | 7     |
| 5    | Alexa Scimeca Knierim / Brandon Frazier | Stati Uniti | 128.97 | 62.74 | 66.23 | 8.36 | 8.21 | 8.11 | 8.39 | 8.32 | 0.00 | 3   | 6     |

#### Uomini
| Pos. | Atleta          | Nazione     | TSS    | TES    | PCS   | SS   | TR   | PE   | CH   | IN   | Ded  | StN | Punti |
| ---- | --------------- | ----------- | ------ | ------ | ----- | ---- | ---- | ---- | ---- | ---- | ---- | --- | ----- |
| 1    | Yūma Kagiyama   | Giappone    | 208.94 | 116.50 | 92.44 | 9.29 | 9.00 | 9.43 | 9.25 | 9.25 | 0.00 | 4   | 10    |
| 2    | Mark Kondratjuk | ROC         | 181.65 | 95.09  | 86.56 | 8.75 | 8.39 | 8.75 | 8.68 | 8.71 | 0.00 | 3   | 9     |
| 3    | Vincent Zhou    | Stati Uniti | 171.44 | 85.24  | 86.20 | 8.71 | 8.46 | 8.54 | 8.75 | 8.64 | 0.00 | 5   | 8     |
| 4    | Jin Boyang      | Cina        | 155.04 | 78.26  | 76.78 | 7.93 | 7.32 | 7.75 | 7.75 | 7.64 | 0.00 | 2   | 7     |
| 5    | Roman Sadovsky  | Canada      | 122.60 | 50.10  | 74.50 | 7.57 | 7.36 | 7.14 | 7.68 | 7.50 | 2.00 | 1   | 6     |

#### Donne
| Pos. | Atleta           | Nazione     | TSS    | TES   | PCS   | SS   | TR   | PE   | CH   | IN   | Ded  | StN | Punti |
| ---- | ---------------- | ----------- | ------ | ----- | ----- | ---- | ---- | ---- | ---- | ---- | ---- | --- | ----- |
| 1    | Kaori Sakamoto   | Giappone    | 148.66 | 76.93 | 71.73 | 9.11 | 8.79 | 9.04 | 8.93 | 8.96 | 0.00 | 4   | 9     |
| 2    | Madeline Schizas | Canada      | 132.04 | 67.53 | 64.51 | 8.00 | 7.86 | 8.14 | 8.18 | 8.14 | 0.00 | 3   | 8     |
| 3    | Karen Chen       | Stati Uniti | 131.52 | 65.68 | 65.84 | 8.25 | 7.96 | 8.29 | 8.29 | 8.36 | 0.00 | 2   | 7     |
| 4    | Zhu Yi           | Cina        | 91.41  | 42.79 | 50.62 | 6.54 | 6.21 | 6.07 | 6.57 | 6.25 | 2.00 | 1   | 6     |
| 5    | Kamila Valieva   | ROC         |        |       |       |      |      |      |      |      |      | 5   | DSQ   |

I punti ottenuti da Valieva sono stati cancellati dalla classifica in seguito alla squalifica per doping comminata alla pattinatrice dal TAS. In questa gara aveva ottenuto un punteggio totale di 178,92 e le erano stati assegnati 10 punti.

#### Danza su ghiaccio
| Pos. | Atleta                                | Nazione     | TSS    | TES   | PCS   | SS   | TR   | PE   | CH   | IN   | Ded  | StN | Punti |
| ---- | ------------------------------------- | ----------- | ------ | ----- | ----- | ---- | ---- | ---- | ---- | ---- | ---- | --- | ----- |
| 1    | Madison Chock / Evan Bates            | Stati Uniti | 129.07 | 71.81 | 57.26 | 9.43 | 9.29 | 9.64 | 9.71 | 9.64 | 0.00 | 5   | 10    |
| 2    | Viktorija Sinicina / Nikita Kacalapov | ROC         | 128.17 | 71.42 | 57.75 | 9.61 | 9.46 | 9.71 | 9.64 | 9.71 | 1.00 | 4   | 9     |
| 3    | Piper Gilles / Paul Poirier           | Canada      | 124.39 | 68.73 | 55.66 | 9.21 | 9.11 | 9.32 | 9.36 | 9.38 | 0.00 | 3   | 8     |
| 4    | Wang Shiyue / Liu Xinyu               | Cina        | 107.18 | 57.41 | 49.77 | 8.29 | 8.14 | 8.36 | 8.39 | 8.29 | 0.00 | 2   | 7     |
| 5    | Misato Komatsubara / Tim Koleto       | Giappone    | 98.66  | 54.29 | 44.37 | 7.36 | 7.25 | 7.43 | 7.54 | 7.39 | 0.00 | 1   | 6     |

### Classifica finale
La cerimonia di premiazione, vinta dagli atleti del ROC con 74 punti totali, è stata posticipata a causa di una possibile positività di Kamila Valieva a un controllo antidoping svoltosi in dicembre. Al termine delle indagini e del processo, all'atleta è stato comminato un periodo di quattro anni di sospensione. In seguito all'esito del processo, l'ISU ha riscritto le classifiche cancellando i punti ottenuti da Valieva e assegnando l'oro agli Stati Uniti.
| Pos.    | Nazione     | PC-M | PC-C | PC-D | PC-F | PL-C                                    | PL-M                                    | PL-F                                    | PL-D                                    | Punti |
| ------- | ----------- | ---- | ---- | ---- | ---- | --------------------------------------- | --------------------------------------- | --------------------------------------- | --------------------------------------- | ----- |
| Oro     | Stati Uniti | 10   | 10   | 8    | 6    | 6                                       | 8                                       | 7                                       | 10                                      | 65    |
| Argento | Giappone    | 9    | 4    | 7    | 9    | 9                                       | 10                                      | 9                                       | 6                                       | 63    |
| Bronzo  | ROC         | 8    | 9    | 9    | DSQ  | 10                                      | 9                                       | DSQ                                     | 9                                       | 54    |
| 4       | Canada      | 3    | 7    | 6    | 8    | 7                                       | 6                                       | 8                                       | 8                                       | 53    |
| 5       | Cina        | 5    | 6    | 10   | 1    | 8                                       | 7                                       | 6                                       | 7                                       | 50    |
| 6       | Georgia     | 7    | 3    | 5    | 7    | Non qualificata per il programma libero | Non qualificata per il programma libero | Non qualificata per il programma libero | Non qualificata per il programma libero | 22    |
| 7       | Italia      | 6    | 8    | 4    | 2    | Non qualificata per il programma libero | Non qualificata per il programma libero | Non qualificata per il programma libero | Non qualificata per il programma libero | 20    |
| 8       | Rep. Ceca   | 4    | 5    | 3    | 3    | Non qualificata per il programma libero | Non qualificata per il programma libero | Non qualificata per il programma libero | Non qualificata per il programma libero | 15    |
| 9       | Germania    | 2    | 1    | 0    | 5    | Non qualificata per il programma libero | Non qualificata per il programma libero | Non qualificata per il programma libero | Non qualificata per il programma libero | 8     |
| 10      | Ucraina     | 0    | 2    | 2    | 4    | Non qualificata per il programma libero | Non qualificata per il programma libero | Non qualificata per il programma libero | Non qualificata per il programma libero | 8     |